# Públio (presidente)
Públio (em latim: Publius) foi um oficial romano do século IV, ativo durante os anos da Tetrarquia. Segundo o Martírio de São Teodoro, teria sido Públio, provavelmente um presidente (praeses) na Celessíria, que executou Teodoro de Amásia em Antioquia em 303. Seu nome, contudo, não é mencionado na versões grega e latina da Ata de Teodoro.